# 앤드루 싱칼라
앤드루 무탐보 싱칼라(영어: Andrew Mutambo Sinkala, 1979년 6월 18일 ~ )는 잠비아의 전 프로 축구 선수로 미드필더로 활약했다. 1999년부터, 그는 독일의 클럽들과 전속 계약을 맺었다.

## 구단 경력
프로 축구에서 은퇴한 후, 싱칼라는 6부 리그인 란데스리가 미텔라인의 SG 쾰른-보링겐에서 아마추어 축구를 계속했다.

## 국가대표팀 경력
싱칼라는 1999년 나이지리아에서 열린 아프리카 청소년 국가대표팀 FIFA U-20 월드컵에서 잠비아 U-20 축구 국가대표팀의 주장을 맡았다. 그는 또한 같은 해 아프리카 네이션스컵 예선에서 콩고 민주 공화국을 상대로 첫 잠비아 국가대표팀 경기에 출전했다.
그는 2000년, 2002년, 2006년 그리고 2010년 아프리카 네이션스컵에서 잠비아 국가대표팀을 대표했다.

## 사생활
그의 돌아가신 아버지 모팻 무탐보 또한 은창가 레인저스와 잠비아 국가대표팀에서 수비수로 뛰었다. 싱칼라의 동생인 네이선 싱칼라도 축구 선수이고 잠비아 국가대표팀에서도 뛰었다.